# Koleraepidemin i London 1854

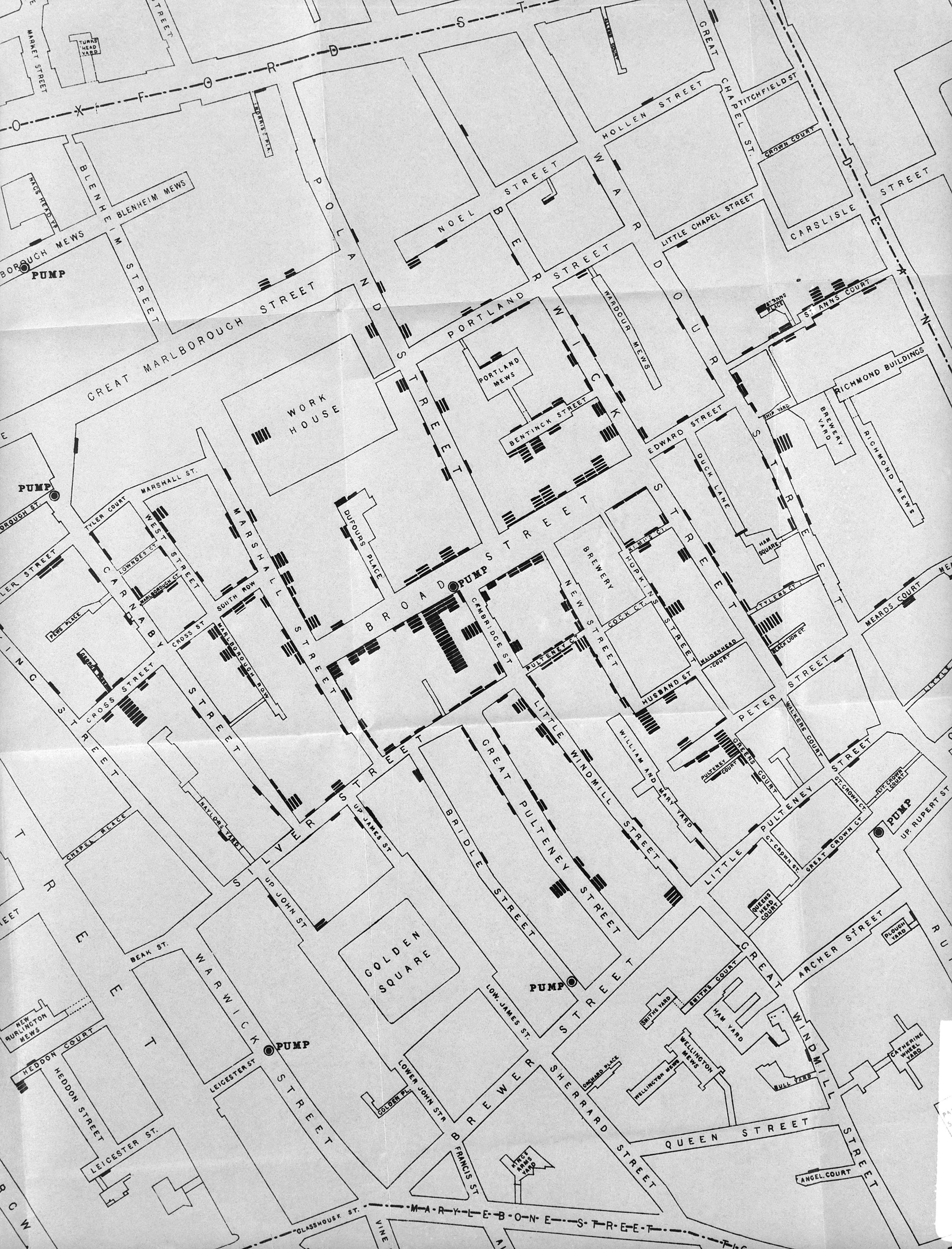
Karta över det drabbade området med dödsfall markerade.

Koleraepidemin i London år 1854 är en omtalad och omskriven händelse som inträffade i kvarteren runt torget vid Broad Street (nuvarande Broadwick street i stadsdelen Soho, London, England.
Händelsens ryktbarhet beror på att det räknas som startpunkten för smittspårning som effektiv åtgärd och därmed blir omnämnt i nyhetsmedia i samband med varje större epidemi- eller pandemiutbrott (såsom exempelvis spanska sjukan och covid-19).
Efter att läkaren John Snow fastställt ett samband mellan de insjuknade och färskvattenbrunnen för allmänheten vid torget, så kunde man upptäcka att en avloppsledning läckte nära brunnen.

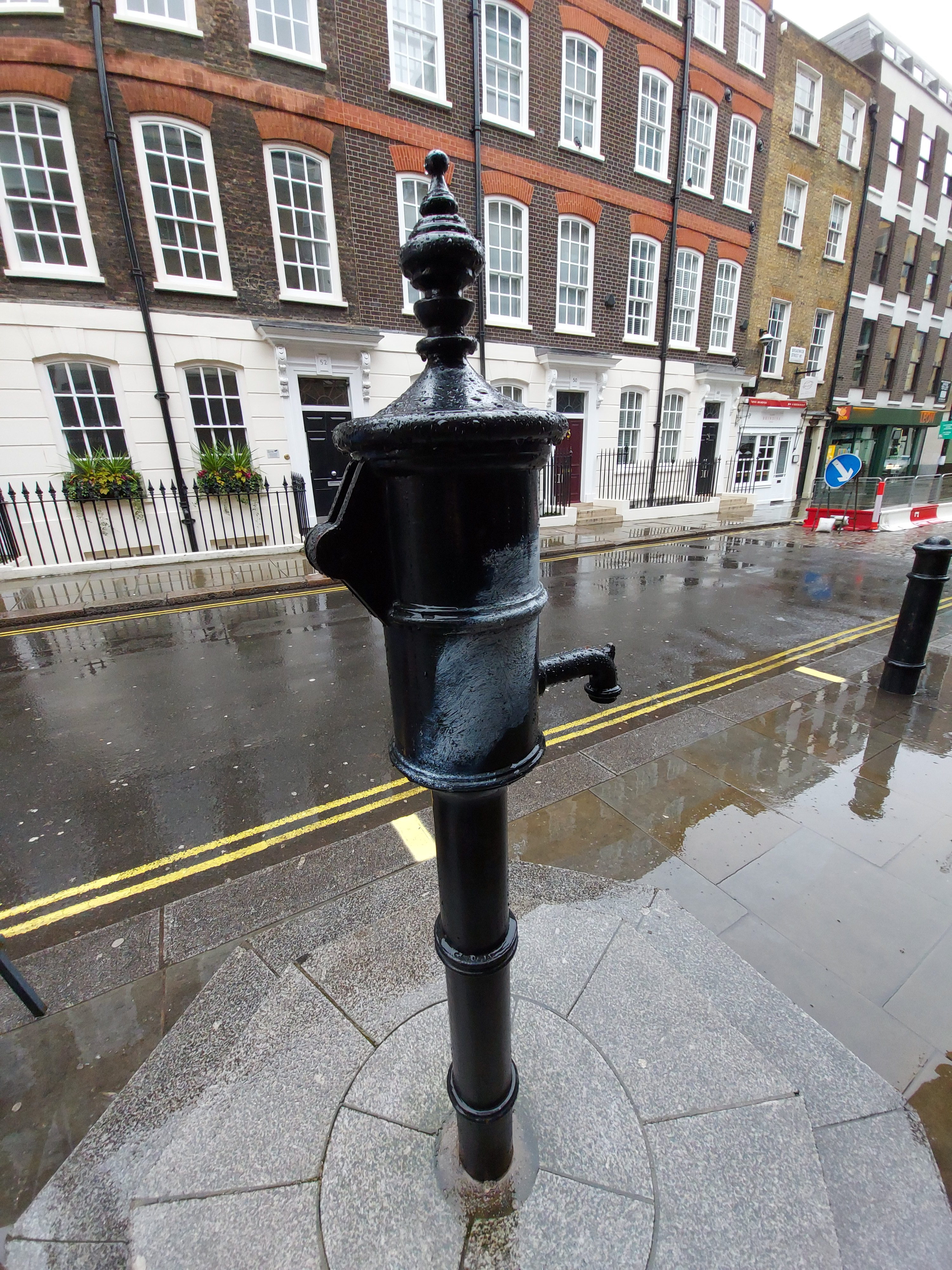
Minnesmärke i form av en pump utan handtag.